# Farman F.40

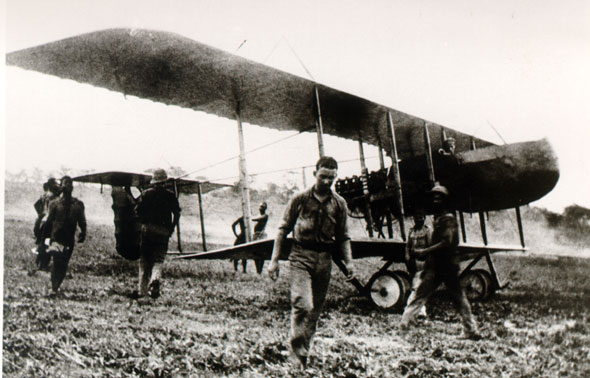
Farman F.40

El Farman F.40 fue un biplano propulsado francés de reconocimiento aéreo.

## Desarrollo
Desarrollado de una mezcla de diseños entre el Farman MF.11 de Maurice Farman y el Farman HF.22 de Henry Farman, el F.40 (popularmente apodado el Horacio Farman) tenía una cabina para la tripulación y un contorno general más suave. Un par de brazos en la cola superior soportando el estabilizador horizontal y una aleta curvada. La aeronave fue a producción en 1915.

## Historia operacional
Cuarenta escuadrones de la Fuerza Aérea francesa estuvieron equipados con Farman F.40. Operaron solo por un año, siendo reemplazados a principios de 1917.
El F.40 fue también operado por la unidad de aviación militar n.º 5 del Real Servicio Aéreo Naval, por las fuerzas belgas en Francia, y por los rusos.
El fabricante italiano de aeronave Savoia-Marchetti construyó Farman F.40 para ser usados por la fuerza policial hasta 1922.

## Variantes
- F.40P - adaptación para disparar cohetes Le Prieur
- F.41 - menor envergadura
- F.56 - motor más grande Renault 127 kW (170-hp)
- F.60 - motor más grande Renault 142 kW (190-hp)
- F.61 - F.41 con motor Renault 142 kW (190-hp)

## Operadores

### Operadores militares
Bélgica
- Componente Aéreo del Ejército Belga

 Brasil
- Aviación Naval Brasileña

 Francia
- Armée de l'Aire

Grecia
- Fuerza Aérea Griega

Reino de Italia
- Corpo Aeronautico Militare

 Países Bajos
- Real Fuerza Aérea de los Países Bajos Sólo una aeronave

 Noruega
- Servicio Aéreo del Ejército Noruego

 Portugal
- Fuerza Aérea Portuguesa

 Rumania
- Real Fuerza Aérea Rumana

 Rusia
- Fuerza Aérea Militar Imperial Rusa

 Serbia
- Fuerza Aérea y Defensa Aérea Serbia

 Unión Soviética
- Fuerza de Aire soviético - Control asumido por la Fuerza Aérea Rusa.

 Reino Unido
- Royal Naval Air Service

 Estados Unidos
- Fuerza Expedicionaria Americana

 Venezuela
- Fuerza Aérea Venezolana - Sólo dos aeronaves
- Armada Nacional de Venezuela

### Operadores Civiles
Colombia
- CCNA - Compañía Colombiana de Navegación Aérea